# Franciszek Macherski
Franciszek Macherski (ur. 4 października 1883 w Dębie, zm. 31 października 1940 w KL Gusen) – polski duchowny rzymskokatolicki, więzień niemieckich nazistowskich obozów koncentracyjnych.

## Życiorys

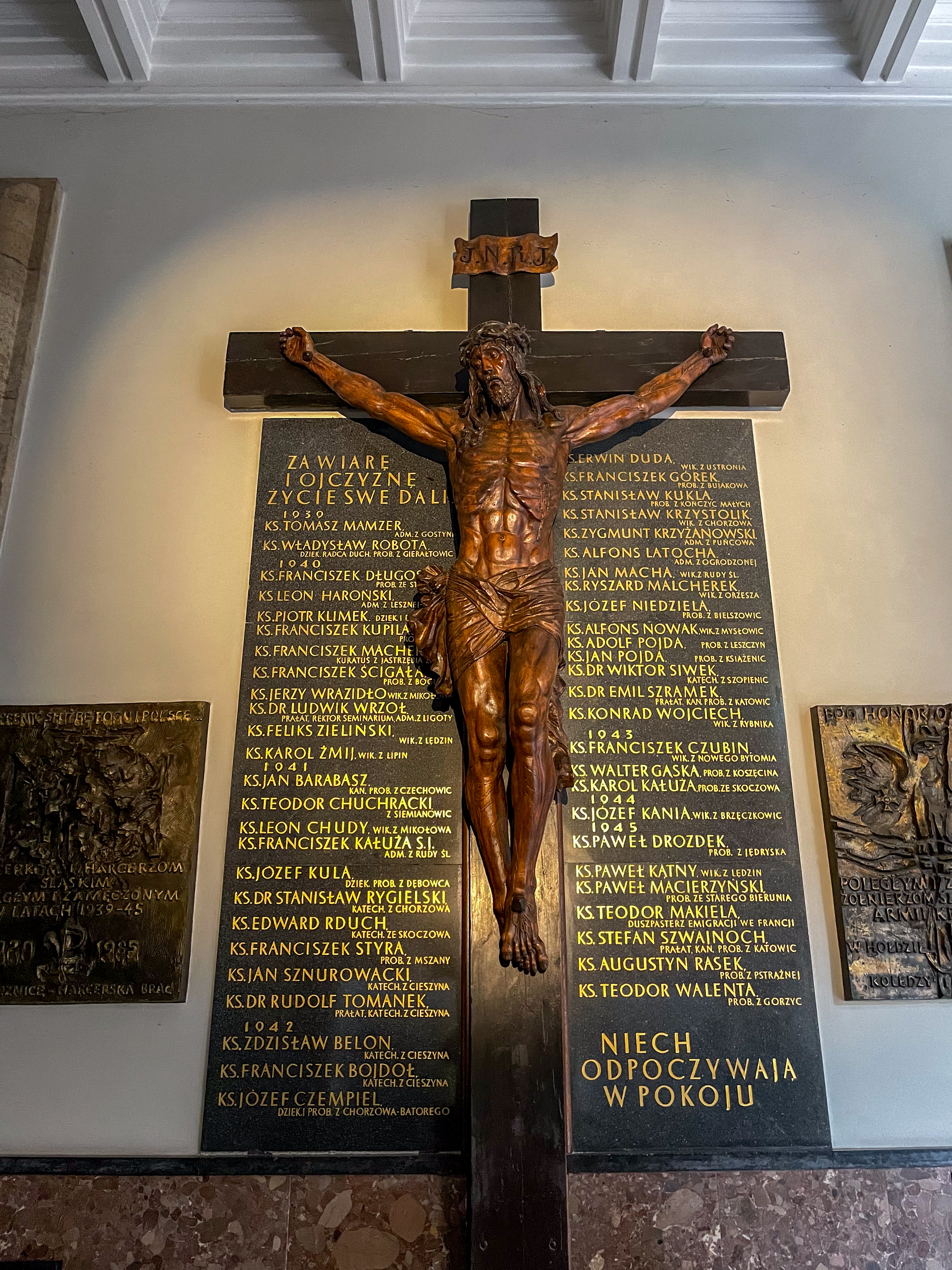
Tablice pamiątkowe upamiętniające zamordowanych księży z archidiecezji katowickiej (w tym ks. Franciszka Macherskiego; po lewej stronie) wewnątrz archikatedry Chrystusa Króla w Katowicach (2024)

Urodził się 4 października 1883 w Dębie (późniejsza część Katowic) w rodzinie Józefa i Krystyny z domu Wiencek. Uczęszczał do tamtejszej szkoły ludowej, po czym rozpoczął naukę w Gimnazjum w Katowicach. Po roku przeniósł się do szkoły w Bytomiu, gdzie w 1905 roku zdał maturę. Podjął studia teologiczne na Wydziale Teologicznym Uniwersytetu Wrocławskiego. Mieszkając we Wrocławiu działał w Związku Młodzieży Polskiej „Zet”. Po otrzymaniu 4 listopada 1908 roku absolutorium wstąpił do alumnatu wrocławskiego.
17 czerwca 1909 roku przyjął święcenia kapłańskie. Najpierw prowadził pracę duszpasterską jako zastępstwo wakacyjne w swojej rodzinnej parafii śś. Jana i Pawła Męczenników w Dębie, a 4 listopada tego samego roku skierowano go jako wikariusza do parafii św. Marii Magdaleny w Bielszowicach. Następnie pracował w Siemianowicach, gdzie opiekował się tamtejszym Katolickim Stowarzyszeniem Robotników – zarówno polskim, jak i niemieckim. 27 września 1915 roku skierowano go do pracy na parafii Wniebowzięcia Najświętszej Maryi Panny w Hajdukach Wielkich.
W 1918 roku wyjechał do Davos w celach zdrowotnych, a po powrocie w październiku tego samego roku został kapelanem w zakładzie sióstr boromeuszek w Jastrzębiu-Zdroju. W trakcie II powstania śląskiego w 1920 roku założył tam szpital dla rannych powstańców. W latach międzywojennych dwukrotnie był administratorem parafii św. Katarzyny w Jastrzębiu Górnym – w 1925 i 1932 roku.
Podczas II wojny światowej głosił kazania i nauczał religii w języku polskim. W 1940 roku został aresztowany przez Niemców. Trzymano go w Rybniku, a następnie w katowickim więzieniu. 26 maja 1940 roku wywieziony został do niemieckiego nazistowskiego obozu koncentracyjnego KL Dachau (zarejestrowano go pod nr. 12656), a 16 sierpnia do KL Gusen, gdzie zmarł 31 października tego samego roku.

## Upamiętnienie
- Skwer ks. Franciszka Macherskiego w Katowicach, na terenie dzielnicy Dąb[6],
- Tablice pamiątkowe na ścianie kościoła Najświętszego Serca Pana Jezusa w Jastrzębiu-Zdroju upamiętniające księży dekanatu jastrzębskiego pomordowanych podczas okupacji niemieckiej, w tym ks. Franciszka Macherskiego[7],
- Tablice pamiątkowe w kruchcie archikatedry Chrystusa Króla w Katowicach upamiętniająca zmarłych w latach 1939–1945 kapłanów archidiecezji katowickiej, w tym ks. Franciszka Macherskiego[8].